# Arnd Kerkhecker
Arnd Kerkhecker (* 14. April 1965 in Bielefeld) ist ein deutscher Altphilologe.
Arnd Kerkhecker studierte ab 1983 an der Universität Tübingen, wo er 1989 das Erste Staatsexamen in den Fächern Griechisch und Latein ablegte. Ab 1995 war er als Fellow und Tutor am Worcester College in Oxford tätig. Er wurde 1997 mit einer Arbeit zum Thema Callimachus’ Book of Iambi promoviert. Nach der Promotion arbeitete er als Lecturer an der Universität Oxford, bis er 2003 als Professor für Gräzistik an die Universität Bern berufen wurde. Einen Ruf an die Universität Heidelberg (2004) lehnte er ab. Seit Sommer 2025 ist er emeritiert.

## Schriften (Auswahl)
- Callimachus’ Book of Iambi. Oxford 1999